# فرانتیشک فیلیپ
فرانتیشِک فیلیپ (چکی: František Filip; ۲۶ دسامبر ۱۹۳۰ – ۹ ژانویهٔ ۲۰۲۱) کارگردان سینما و تلویزیون اهل کشور جمهوری چک بود.